# Léalvillers
Léalvillers is een gemeente in het Franse departement Somme (regio Hauts-de-France) en telt 166 inwoners (1999). De plaats maakt deel uit van het arrondissement Amiens.

## Geografie
De oppervlakte van Léalvillers bedraagt 2,2 km², de bevolkingsdichtheid is 75,5 inwoners per km².
De onderstaande kaart toont de ligging van Léalvillers met de belangrijkste infrastructuur en aangrenzende gemeenten.

## Demografie
Onderstaande figuur toont het verloop van het inwonertal (bron: INSEE-tellingen).